# 에어택시
에어 택시(air taxi) 또는 드론 택시는 주로 여객 운송을 목적으로 공항과 공항 사이를 부정기적으로 운항하는 소형 항공기를 말한다.

## 같이 보기
- 저비용 항공사

1. ↑  Wragg, David W. (1973). 《A Dictionary of Aviation》 fir판. Osprey. 30쪽. ISBN 9780850451634.